# Niccolò Nicchiarelli
Niccolò Nicchiarelli, italijanski general, * 1898, † 1969.